# Médaille du Dogger-Bank

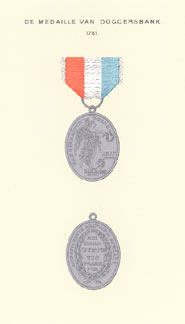
la médaille avers et revers.

La médaille de Dogger-bank fut remise aux belligérants présents, du côté des Provinces-Unies, lors de la bataille du Dogger Bank (1781).

## Commémoration
Cette bataille indécise a vu le convoi entré sauf au port, et a été valorisée par des poésies, des défilés, des estampes et ... cette médaille.
Le stathouder Guillaume V d'Orange-Nassau, en décembre 1781 et lors d'une réception, a remis personnellement dix-neuf médailles aux officiers supérieurs. Les marins ont été récompensés par une gratification monétaire.

## Description
Médaille de forme ovale de 36 mm de hauteur. Sur l'avers, une Victoire ailée à la proue d'un navire tenant en main droite une couronne de feuilles d'oranger. Sur le bord gauche PAX QVAERITVR BELLO en français : « la paix obtenue par la guerre ». Sur le bord droit V AVG MDCCLXXXI (5 août 1781).
Sur le revers, au centre d'une couronne d'oranger : EXI Miae Virtu TIS Praem IVM (en récompense pour sa bravoure exceptionnelle) et entre la couronne et le bord : MVNIFICENTIA principis AVRIACI (don du prince d'Orange).
Elle était fixée à la française par un anneau au ruban rouge blanc bleu et était en or pour dix-neuf et en argent pour les autres médailles.
Elle représente la première médaille hollandaise pièce plus ruban et fut portée indifféremment autour du cou, sur la poitrine, le port n'en était pas fixé.